# S100G
S100G (англ. S100 calcium binding protein G) – білок, який кодується однойменним геном, розташованим у людей на X-хромосомі. Довжина поліпептидного ланцюга білка становить 79 амінокислот, а молекулярна маса — 9 016.
| 10         |  | 20         |  | 30         |  | 40         |  | 50         |
| ---------- |  | ---------- |  | ---------- |  | ---------- |  | ---------- |
| MSTKKSPEEL |  | KRIFEKYAAK |  | EGDPDQLSKD |  | ELKLLIQAEF |  | PSLLKGPNTL |
| DDLFQELDKN |  | GDGEVSFEEF |  | QVLVKKISQ  |  |            |  |            |

A: Аланін

D: Аспарагінова кислота

E: Глутамінова кислота

F: Фенілаланін

G: Гліцин

I: Ізолейцин

K: Лізин

L: Лейцин

M: Метіонін

N: Аспарагін

P: Пролін

Q: Глутамін

R: Аргінін

S: Серин

T: Треонін

V: Валін

Кодований геном білок за функцією належить до фосфопротеїнів. 
Задіяний у такому біологічному процесі, як ацетилювання. 
Білок має сайт для зв'язування з іонами металів, іоном кальцію, вітаміном D. 